# Pied de chat dioïque
Antennaria dioica
Espèce
Classification phylogénétique
Statut de conservation UICN

 LC  : Préoccupation mineure
Le Pied de chat dioïque (Antennaria dioica), également appelé Antennaire dioïque, est une espèce de plantes à fleurs du genre Antennaria et de la famille des Asteraceae.

## Étymologie
Son nom, issu du latin « antenna », signifie « antenne », ce qui rappelle la forme des soies épaissie des capitules mâles ; le nom spécifique « dioica » désigne, quant à lui, le mode de sexualité dioïque de cette plante.

## Description

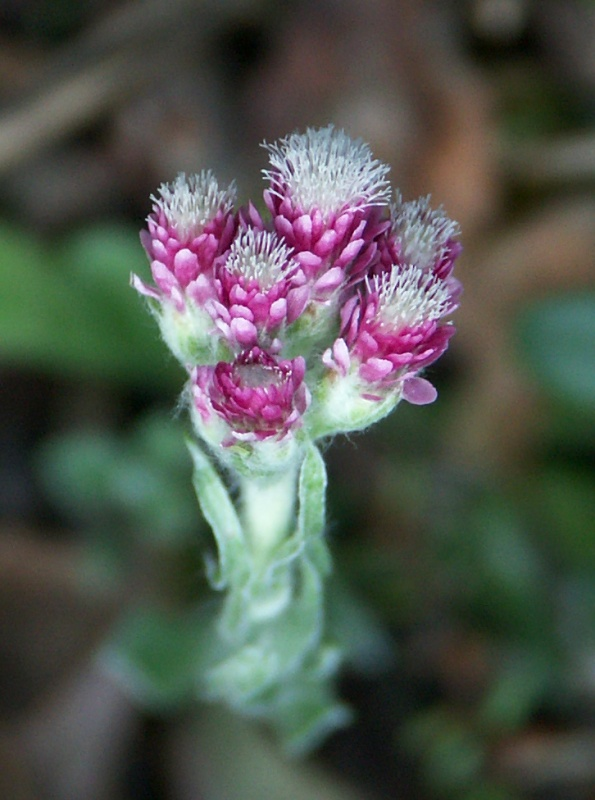
Antennaria dioica, involucre d'un pied femelle.

C'est une plante herbacée vivace de 5 à 40 cm. le Pied de chat dioïque fleurit de mai à juillet (jusqu'en août en altitude).
Cette plante est dioïque.
Antennaria dioica est constituée d'une souche rameuse émettant des rejets couchés et grêles portant des rosettes de feuilles d'un vert blanc dessus et d'un blanc cotonneux dessous, à une seule nervure, les feuilles basales étant en forme de spatule élargie à son sommet. L'ensemble des souches stolonifères forme régulièrement un gazon.
Les feuilles supérieures sont fines et appliquées le long de la hampe florale. Les capitules sont regroupées par 3 à 8 en corymbe serré, involucre laineux à la base, à bractées membraneuses et luisantes, leur base étant très laineuse. Les pieds mâles se distinguent par une involucre à bractée blanches (ou rosées), larges et obtuses au sommet, plus courtes que les fleurs alors que les pieds femelles sont composés par un involucre à bractées roses, ovales, allongées, terminées en pointes, plus longues que les fleurs. Il est également possible de rencontrer des fleurs hermaphrodites stériles. Les fruits sont glabres, lisses et surmontés d'une aigrette.
Une espèce voisine, le pied de chat des Carpates, Antennaria carpatica, peut se rencontrer dans les forêts et landes subalpines. Elle se distingue par ses capitules bruns ou noirâtres  non dioïques et son absence de stolons.

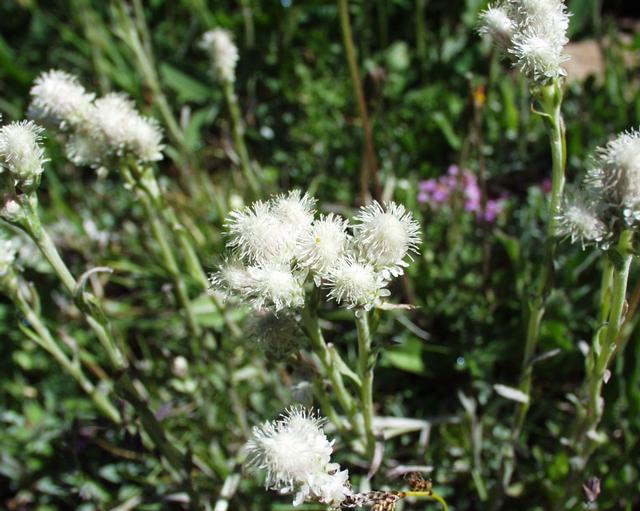
Antennaria dioica, involucres de pieds mâles.

## Pollinisation
Le Pied de chat dioïque est pollinisé par les lépidoptères (comme Coleophora pappiferella, de la famille des Coleophoridae et Scrobipalpa murinella de la famille des Gelechiidae dont les larves se nourrissent exclusivement d'Antennaria dioica) et dispersé par le vent à l'instar de la majorité des Asteraceae.

## Écologie

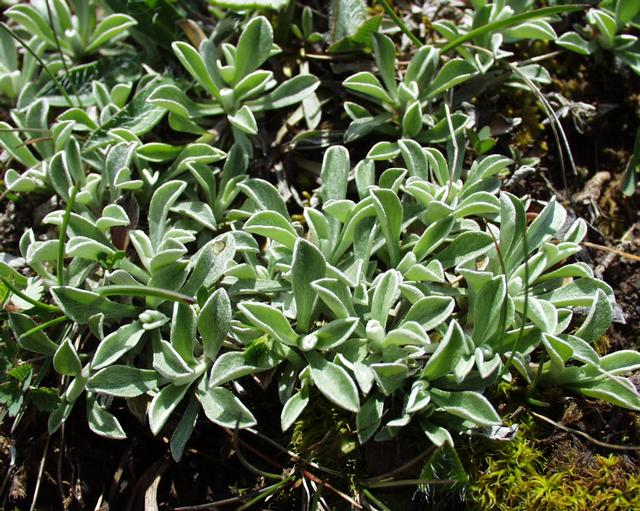
Rosettes dAntennaria dioica.

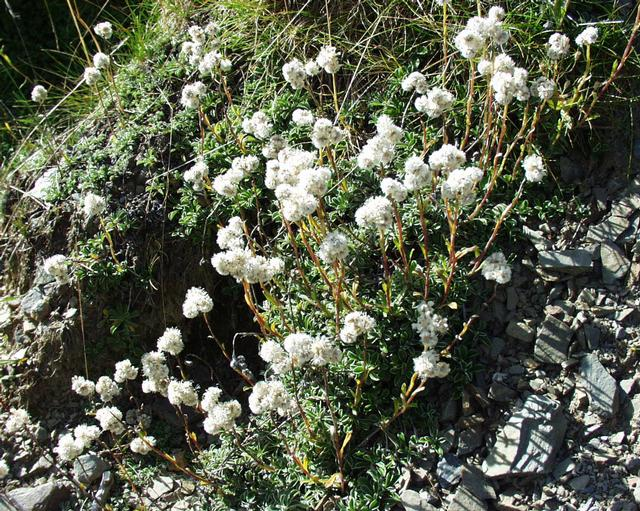
Biotope dAntennaria dioica.

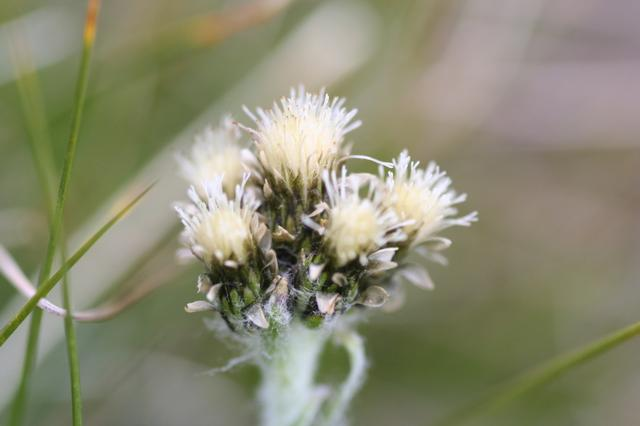
Antennaria carpatica, le pied de chat des Carpates.

Cette plante est distribuée dans les zones tempérées-froides de l'Europe, de l'Asie et de l'Alaska. En France, le Pied de chat dioïque est commun au-dessus de 500 m, très rare en dessous (il a disparu de Normandie, de Picardie, du Bassin parisien et de Champagne-Ardenne)
Il est présent jusqu'à 2 800 m, autrement dit de l'étage collinéen à l'étage alpin. En Suisse on le trouve principalement dans les pâturages maigres acides des Alpes et Préalpes, plus rarement dans le Jura.
Préférentiellement héliophile, Antennaria dioica peut également être de demi-ombre. Il se développe essentiellement sur des sols pauvres en bases et en éléments nutritifs, dont le pH est plus ou moins acide. Il accepte des sols moyennement gorgés en eau à assez secs.
Antennaria dioica pousse dans les pelouses, les landes ainsi que les forêts acidiphiles. Plus précisément, il affectionne les formations végétales suivantes : les pelouses à violettes des chiens (Viola canina), celles à Nard raide (Nardus stricta) Nardion, d'autres à Laîche courbée (Carex curvula). Il apprécie également les Landes à myrtille et genêt ailé, les landes à Rhododendron et les landes à bruyère et à callune Calluno-Genistion, les pineraies (Pin sylvestre), les pessières (Epicéa), les Cembraies (Pin cembro) et enfin les Mélezins (Mélèze).

## Statuts de protection, menaces
L'espèce n'est pas encore évaluée à l'échelle mondiale par l'UICN. En Europe elle est classée comme non préoccupante .
En France, elle est considérée quasi menacée (NT), proche du seuil des espèces menacées ou qui pourraient être menacées si des mesures de conservation spécifiques n'étaient pas prises. Elle a disparu (RE) en Bourgogne, Nord-Pas-de-Calais, Haute et Basse Normandie, Île de France, la région Centre et les Pays de la Loire ; elle est en Danger-critique (CR) en Picardie, Limousin et Champagne-Ardennes ; en Danger (EN) en Lorraine ; elle est considérée Quasi menacée (NT) en Alsace, Auvergne et Franche-Comté.
Ce taxon est soumis à réglementation préfectorale et à réglementation de portée régionale (Région Basse-Normandie, Bourgogne et Limousin, en article 1). Sa cueillette est réglementée dans les Alpes.
Cette espèce est véritablement en voie de disparition à basse altitude, où les populations sont à protéger.
Victime des aménagements en plaine, un pâturage extensif (avec la conservation des rochers) et la protection de l'arrachage par des amateurs lui sont bénéfiques.

## Usages et propriétés
Cultivée comme plante ornementale, il existe plusieurs cultivars tels que Antennaria dioica 'Borealis' (plante de 15 cm de hauteur à fleurs blanches apparaissant de mai à juillet et au feuillage gris dense) ou Antennaria dioica 'Rubra' (plante de 15 cm de hauteur, à fleurs carmin apparaissant de mai à juillet et au feuillage gris dense. Très florifère, elle pousse rapidement.)

### Propriétés médicinales
- Parties utilisées : partie aérienne ou capitules secs en tisane ou en teinture mère[10]
- La teinture mère de Antennaria dioica s'utilise lors des diarrhées, de la dysenterie, des angines et bronchites ; des sciatiques, des névralgies rhumatismales, de douleurs du dos et règles douloureuses[10].

Toute la plante est béchique, adoucissante, astringente, fortifiante, cholagogue et vulnéraire. Cette espèce fait partie des 5 plantes pectorales avec la grande mauve, la molène, le coquelicot et le tussilage.

## Synonymie

### Synonymes taxonomiques
- Margaritaria simplex Opiz
- Gnaphalium platyphyllum Gand.
- Gnaphalium leucocephalum Gand.
- Antennaria villifera Boriss.
- Antennaria parvifolia Nutt.
- Antennaria hyperborea D. Don
- Antennaria hibernica Braun-Blanq.
- Antennaria dioica var. gallica E. G. Camus
- Antennaria dioica var. discolor Rouy
- Antennaria dioica var. borealis E. G. Camus

### Synonymes nomenclaturaux
- Gnaphalium dioicum L. (« Gnaphalium », du grec « gnaphalon », « laine » fait allusion à la pilosité qui recouvre certaines plantes cousines de cette espèce)
- Cyttarium dioicum (L.) Peterm.
- Chamaezelum dioicum (L.) Link
- Antennaria montana Gray